# Rhabdomastix (Rhabdomastix) tugela
Rhabdomastix (Rhabdomastix) tugela is een tweevleugelige uit de familie steltmuggen (Limoniidae). De soort komt voor in het Afrotropisch gebied.